# Centrale Unie der Schilders
De Centrale Unie der Schilders (Frans: Union Centrale des Ouvriers peintres), voordien bekend als de Landelijke Federatie der Schilders, was een Belgische vakcentrale die aangesloten was bij de Syndikale Kommissie.

## Historiek
De eerste schildersvakbond in België werd opgericht te Edmond Van Beveren te Gent in 1876. De organisatie was aangesloten bij de Eerste Internationale. Een andere vroege mijlpaal in de geschiedenis van de schilderssyndicaten werd geleverd door de Syndicale Kamer van de Brusselse Schilders (SKBS), die al vroeg van leer trok tegen het gebruik van lood (loodwit) in de sector.
In 1905 werd, op initiatief van de SKBS de Landelijke Federatie der Schilders opgericht. In 1905 verliet de Antwerpse afdeling de federatie na onenigheid over het feit dat het congres in het Brusselse Maison du Peuple werd georganiseerd. Eerder had de afdeling ook reeds geprotesteerd tegen het lidmaatschap van de organisatie bij de socialistische BWP. 
In 1911 werd de federatie omgevormd tot de Centrale Unie der Schilders, enkele grotere verbonden (waaronder Gent, Antwerpen en Brugge) bleven afzijdig, waardoor het ledenaantal van de nieuwe centrale beperkt was (ca. 600). Kort na de Eerste Wereldoorlog (1 januari 1920), fusioneerde deze vakcentrale met de Centrale Vereeniging der Bouwwerkers en de Centrale der Houtbewerkers tot de Centrale van Bouw en Hout.